# Losheim (Hellenthal)
Losheim is een plaats in de Duitse gemeente Hellenthal, deelstaat Noordrijn-Westfalen, en telt 293 inwoners (2006). Tussen 1919 en 1921 en tussen 1949 en 1958 hoorde Losheim bij België.